# Sylvia Schraut
Sylvia Schraut (* 30. April 1954 in Mannheim) ist eine deutsche Historikerin.

## Leben
Sylvia Schraut studierte Geschichtswissenschaft, Germanistik und Politikwissenschaft. Sie wurde 1990 an der Universität Mannheim promoviert und 1994 ebenda habilitiert. Von 1997 bis 2000 vertrat sie Dieter Langewiesche auf dem Lehrstuhl für Neuere Geschichte an der Eberhard Karls Universität Tübingen. 2000 wurde sie zur außerplanmäßigen Professorin an der Universität Mannheim ernannt. An der Ruhr-Universität Bochum vertrat sie Regina Schulte von 2000 bis 2003 auf dem Lehrstuhl und Neueste Geschichte unter besonderer Berücksichtigung der Geschlechtergeschichte. Von 2003 bis 2004 hatte sie einen Lehrauftrag für Geschlechtergeschichte an der Universität Basel.
Schraut vertrat von November 2005 bis zu ihrer Emeritierung Anfang 2020 die Professur für Neuere Geschichte an der Fakultät für Staats- und Sozialwissenschaften der Universität der Bundeswehr München, nachdem die Inhaberin der Professur, Merith Niehuss, zur Präsidentin der Universität berufen worden war.
Die Forschungsgebiete von Sylvia Schraut sind Industrialisierungs- und Urbanisierungsgeschichte, Geschichte der Migration im 19. und 20. Jahrhundert, historische Kartographie, Adelsgeschichte, Frauen- und Geschlechtergeschichte sowie politische Gewalt, Terrorismus und Geschlecht.
Schraut ist Gründungsmitglied und Erste Vorsitzende des Vereins Frauen & Geschichte Baden-Württemberg. Sie ist Mitglied des Vorstands der Kommission für geschichtliche Landeskunde in Baden-Württemberg und war bis 2022 Mitglied des Wissenschaftlichen Beirates des Hauses der Geschichte Baden-Württemberg. Sie war im Beirat der Salmengespräche in Offenburg, bei denen Historiker, Politiker und Soziologen aktuelle Fragestellungen und Probleme vor dem Hintergrund der Offenburger Versammlung von 1847 diskutierten.
Seit dem Jahr 2017 ist Sylvia Schraut Mitglied des Frauenkulturrats Mannheim.
Seit November 2020 leitet Sylvia Schraut ehrenamtlich den Mannheimer Charta-Beirat, der die Umsetzung der Europäischen Charta für die Gleichstellung von Männern und Frauen in Mannheim im Rahmen des Gleichstellungsaktionsplans 2019–2023 unterstützt.
Seit 2022 bis zum 31. März 2023 war sie Mitglied der Unabhängigen Kommission zur Aufarbeitung des sexuellen Missbrauchs im Verantwortungsbereich des Bistums Speyer. Seit 1. April 2023 leitet sie das Forschungsprojekt zur Aufarbeitung des sexuellen Missbrauchs im Bistum Speyer, das an der Universität Mannheim angesiedelt ist.

## Publikationen (Auswahl)
Monographien
- Sozialer Wandel im Industrialisierungsprozess. Esslingen 1800–1870 (= Esslinger Studien. Band 9). Stadtarchiv, Esslingen u. a. 1989, OCLC 26465262 (zugleich: Dissertation, Universität Mannheim, 1988).
- Flüchtlingsaufnahme in Württemberg-Baden 1945–1949. Amerikanische Besatzungsziele und demokratischer Wiederaufbau im Konflikt (= Nationalsozialismus und Nachkriegszeit in Südwestdeutschland. Band 2). Oldenbourg, München 1995, ISBN 3-486-56096-4 (zugleich: Habilitationsschrift, Universität Mannheim, 1994).
- mit Gabriele Pieri: Katholische Schulbildung in der Frühen Neuzeit. Vom „guten Christenmenschen“ zu „tüchtigen Jungen“ und „braven Mädchen“. Darstellung und Quellen. Schöningh, Paderborn u. a. 2004, ISBN 3-506-78133-2.
- Das Haus Schönborn. Eine Familienbiographie. Katholischer Reichsadel 1640–1840. Schöningh, Paderborn u. a. 2005, ISBN 3-506-71742-1.
- Kartierte Nationalgeschichte. Geschichtsatlanten im internationalen Vergleich. 1860–1960. Campus, Frankfurt u. a. 2011, ISBN 978-3-593-39427-5.
- Bürgerinnen im Kaiserreich. Biografie eines Lebensstils. Kohlhammer, Stuttgart 2013, ISBN 3-17-022436-0.
- mit Walter Demel: Der deutsche Adel. Lebensformen und Geschichte (= C. H. Beck, Wissen. Band 2832). Beck, München 2014, ISBN 3-406-66704-X.
- Frau und Mann, Mann und Frau. Eine Geschlechtergeschichte des deutschen Südwestens (1789–1980) (= Schriften zur politischen Landeskunde Baden-Württembergs. Band 44). Kohlhammer, Stuttgart 2016, ISBN 978-3-945414-15-6.
- Terrorismus und politische Gewalt. Vandenhoeck & Ruprecht, Göttingen 2018, ISBN 978-3-647-90120-6.

Belletristik
- Eine Frau muss schweigen können. Historischer Kriminalroman. Verlag regionalkultur, Ubstadt-Weiher 2022, ISBN 978-3-95505-328-4.

Herausgeberschaften
- mit der Frauenbeauftragten der Stadt Mannheim und den Autorinnen: Stadt ohne Frauen? Frauen in der Geschichte Mannheims (= Frauen in der Geschichte Mannheims. Band 1), Ed. Quadrat, Mannheim 1993, ISBN 3-923003-61-7.
- mit Ilse Thomas: ZeitenWandel. Frauengenerationen in der Geschichte Mannheims (= Frauen in der Geschichte Mannheims. Band 2). Ed. Quadrat, Mannheim 1995, ISBN 3-923003-65-X.
- mit Ilse Thomas und Ulrike Brummert: Frauen, nichts als Frauen (= Frauen, nichts als Frauen. Historischer Stadtrundgang durch Mannheim. Band 1). Ed. Quadrat, Mannheim 1995, ISBN 3-923003-70-6.
- mit Thomas Grosser: Die Flüchtlingsfrage in der deutschen Nachkriegsgesellschaft (= Mannheimer historische Forschungen. Band 11). Palatium, Mannheim 1996, ISBN 3-920671-26-0.
- mit Thomas Grosser: Flüchtlinge und Heimatvertriebene in Württemberg-Baden nach dem 2. Weltkrieg. Dokumente und Materialien. Band 1: Besatzungspolitische, administrative und rechtliche Rahmenbedingungen 1945–1949 (= Südwestdeutsche Schriften. Band 26). Institut für Landeskunde und Regionalforschung, Mannheim 1998, ISBN 3-923750-74-9.
- mit Thomas Grosser: Flüchtlinge und Heimatvertriebene in Württemberg-Baden nach dem 2. Weltkrieg. Dokumente und Materialien. Band 2: Praktische Problembewältigung. 1. Verwaltungsreglementierte Aufnahme und Unterbringung auf dem Wohnungs- und Arbeitsmarkt 1946–1949 (= Südwestdeutsche Schriften. Band 28). Institut für Landeskunde und Regionalforschung, Mannheim 2001, ISBN 3-923750-82-X.
- mit Thomas Grosser: Flüchtlinge und Heimatvertriebene in Württemberg-Baden nach dem 2. Weltkrieg. Dokumente und Materialien. Band 2: Praktische Problembewältigung. 2. Reaktionen der Aufnahmegesellschaft und Initiativen der Zwangszuwanderer 1946–1949 (= Südwestdeutsche Schriften. Band 28). Institut für Landeskunde und Regionalforschung, Mannheim 2001, ISBN 3-923750-82-X.
- mit Bernhard Stier: Stadt und Land. Bilder, Inszenierungen und Visionen in Geschichte und Gegenwart. Wolfgang von Hippel zum 65. Geburtstag (= Veröffentlichungen der Kommission für Geschichtliche Landeskunde in Baden-Württemberg. Reihe B. Forschungen. Band 147). Kohlhammer, Stuttgart 2001, ISBN 3-17-017153-4.
- mit Margit Illing: Mannheim 1707 – 1807 – 1907. Eine Stadt feiert sich selbst. Kulturgeschichtliche Facetten kommunaler Repräsentation (= Sonderveröffentlichung des Stadtarchivs Mannheim – Institut für Stadtgeschichte. Band 34). v. Brandt, Mannheim 2007, ISBN 3-926260-71-8.
- mit Sylvia Paletschek: The Gender of Memory – Cultures of Remembrance in Nineteenth- and Twentieth-Century Europe. Campus, Frankfurt u. a. 2008, ISBN 3-593-38549-X.
- Christine Hikel, Sylvia Schraut (Hrsg.): Terrorismus und Geschlecht. Politische Gewalt in Europa seit dem 19. Jahrhundert (= Geschichte und Geschlechter. Band 61). Campus, Frankfurt a. M. / New York 2012, ISBN 978-3-593-39635-4 (eingeschränkte Vorschau in der Google-Buchsuche).
- mit Klaus Weinhauer: Terrorism, Gender, and History. State of Research, Concepts, Case Studies (= Historical Social Research. Band 149). Gesis, Köln 2014, OCLC 884328676.
- mit Peter Steinbach, Wolfgang M. Gall und Reinhold Weber: Menschenrechte und Geschichte. Die 13 Offenburger Forderungen des Volkes von 1847 (= Schriften zur politischen Landeskunde Baden-Württembergs. Band 43). Kohlhammer, Stuttgart 2015, ISBN 978-3-945414-12-5.
- mit Angelika Schaser und Petra Steymans-Kurz: Erinnern, vergessen, umdeuten? Europäische Frauenbewegung im 19. und 20. Jahrhundert. Campus-Verlag, Frankfurt a. M. 2019, ISBN 978-3-593-51033-0.
- mit Sabine Holtz: 100 Jahre Frauenwahlrecht im deutschen Südwesten. Eine Bilanz. Stuttgart 2020, ISBN 978-3-17-039338-7.